# Centre d'Estudis de Valldoreix
Centre d'Estudis de Valldoreix és una entitat que estudia i difon la història, població i l'entorn més immediat de Valldoreix així com la resta de territori català. Publica la revistaValldaurex. És una entitat sense ànim de lucre, fundada el 9 d'octubre de 1998 per professors, historiadors i estudiosos locals que forma part de la Coordinadora de Centres d'Estudis de Parla Catalana.
A l'anuari Valldaurex publica estudis d'investigació històrica sobre la vila de Valldoreix, i estudis d'altres temàtiques que tinguin un interès científic per als membres del centre i els seus socis. Organitza el Curs d'Història de Valldoreix, que l'any 2011 va celebrar el seu divuitè any de funcionament. En les diverses edicions d'aquest curs, en l'organització del qual en alguna ocasió ha col·laborat la Societat Catalana de Genealogia, Heràldica, Sigil·lografia, Vexil·lologia i Nobiliària, han estat presents gran nombre d'historiadors, entre ells uns quants professors universitaris, a part del planter d'historiadors que s'ha anat forjant a Valldaurex des de la seva creació. Al mateix temps manté una íntima relació amb el Museu Parroquial de Sant Cebrià de Valldoreix, amb el qual col·labora. Així, ha col·laborat en el projecte Monumenta genealogica Cataloniae-Valldoreix, consistent en la digitalització del fons de l'Arxiu Parroquial de Valldoreix i l'extracció i processament de dades per a posteriorment dur a terme la seva publicació. El president de l'entitat, l'historiador especialista en història medieval i història local Juan José Cortés García, és també el director del Museu de Valldoreix, des de 1986. L'entitat, més enllà de les activitats de caràcter científic ja esmentades realitza, també, diferents activitats de tipus cultural com rutes guiades pels voltants de Valldoreix i visites comentades i històriques a masies de la població.